# جیمز کاویزل
جیمز کاویزل یا جیم کاویزل (به انگلیسی: Jim Caviezel) متولد ۲۶ سپتامبر ۱۹۶۸ میلادی ایالت واشینگتن بازیگر آمریکایی هالیوود است.
او را بیشتر به خاطر فیلم مصائب مسیح می‌شناسند.
او در فیلم سنگسار ثریا م. در نقش فریدون صاحب‌جمع نیز ایفای نقش کرد. او در فیلم مصائب مسیح در سکانسی واقع در بالای کوه مورد اصابت رعد و برق قرار گرفت و مجبور به انجام عمل قلب باز شد.  همچنین جیم کاویزل اغلب در فیلم های مذهبی و جنایی بازی می کنند .
در هر پنچ‌فصل سریال مظنون (۲۰۱۱_۲۰۱۶) که از شبکه‌ی سی‌بی‌اس پخش می‌شد، نقش جان ریس، مأمور سابق سازمان سیا و عضو ویژهٔ سابق ارتش آمریکا را بازی کرده است.

## زندگی و ورود به بازیگری

### زندگی شخصی
کاویزل در کوه ورنون در واشینگتن زاده شد، او پسر مارگارت نی لاوری، بازیگر سابق سینما است. او دارای برادر کوچکتر، تیموتی و سه خواهر، با نام‌های آن، امی و ارین است. او در سال ۱۹۹٦ با کری برویت، معلم انگلیسی دبیرستان که مانند خود کاویزل، کاتولیک بسیار معتقد است، ازدواج کرد. او و همسرش از مخالفان سخت سقط جنین هستند. بعد از فیلم مصائب مسیح، کاویزل هر ساله در اماکن مذهبی سخنرانی کرده است. او و همسرش سه فرزند چینی که هر سه به سرطان مبتلا بودند را به سرپرستی پذیرفته‌اند.
او در در یک خانوادهٔ کاتولیک مذهب زاده شد. نام خانوادگی او از رومیان است. پدرش اسلواکی و سوئیسی است، در حالی که مادرش ایرلندی است. پدرش وارد بسکتبال شد و برای مربی «جان چوبی» بازی کرد و همهٔ خواهران و برادران کاویزل را برای بازی به این ورزش برد. کاویزل دو سال قبل از رفتن به سیاتل، واشینگتن، در دبیرستان کوه ورنون حضور داشت و در آنجا با دوستان و خانواده اش زندگی می‌کرد تا بازی بسکتبال را در دبیرستان اودی، یک دبیرستان کاتولیک تمام پسرانه انجام دهد. در سال ۱۹۸۷ فارغ‌التحصیل شد. او دوست داشت در آکادمی نیروی دریایی ایالات متحده حضور داشته باشد، اما سه بار محروم شد. او سپس در کالج بلویو ثبت نام کرد، جایی که او بازی بسکتبال کالج را انجام داد. آسیب دیدن پایش در دومین سال بازی کردنش، رویایش را برای تبدیل شدن به یک بازیکن NBA پایان داد و مجبور شد به دانشگاه واشینگتن برود، جایی که تمرکز خود را بر روی بازیگری گذاشت و عضو انجمن برادری سیگماچی شد. برای اولین‌بار در نقش یک منشی شرکت هواپیمایی در فیلم آیداهوی اختصاصی خودم ظاهر شد. 

## فیلم‌شناسی
| سال  | نام فیلم                   | نقش                 | توضیح                  |
| ---- | -------------------------- | ------------------- | ---------------------- |
| ۱۹۹۱ | آیداهوی اختصاصی خودم       | منشی شرکت هواپیمایی |                        |
| ۱۹۹۲ | دیگزتاون                   | بیلی هارگرو         |                        |
| ۱۹۹۴ | وایت ایرپ                  | وارن ارپ            |                        |
| ۱۹۹۶ | اد                         | دیزی اندرسون        |                        |
| ۱۹۹۶ | صخره                       | خلبان FA-18         |                        |
| ۱۹۹۷ | جی. ای. جین                | اسلونیک "اسلو".     |                        |
| ۱۹۹۸ | خط باریک سرخ               | پرایویت ویت         |                        |
| ۱۹۹۹ | سواری با اهریمن            | بلک جان             |                        |
| ۲۰۰۰ | فرکانس                     | جان سالیوان         |                        |
| ۲۰۰۰ | به دیگری نیکی کن           | جری                 |                        |
| ۲۰۰۱ | چشم‌فرشته‌ای                 | استیون "کچ" لمبرت   |                        |
| ۲۰۰۱ | مدیسون                     | جیم مک کورمیک       |                        |
| ۲۰۰۲ | کنت مونت کریستو            | ادموند دانتس        |                        |
| ۲۰۰۲ | جرایم سنگین                | تام کوبیک           |                        |
| ۲۰۰۳ | مردان جاده                 | جیمز "رنی" کری      |                        |
| ۲۰۰۳ | من دیوید هستم              | یوهانس              | جایزه CAMIE            |
| ۲۰۰۴ | مصائب مسیح                 | عیسی مسیح           | جایزه Grace MovieGuide |
| ۲۰۰۴ | برش نهایی                  | فلچر                |                        |
| ۲۰۰۴ | بابی جونز: سکته مغزی نابغه | بابی جونز           |                        |
| ۲۰۰۶ | ناشناخته                   | جین ژاکت            |                        |
| ۲۰۰۶ | دژا وو                     | کارول اورشتات       |                        |
| ۲۰۰۸ | بیگانه                     | کاینن               |                        |
| ۲۰۰۸ | آخر هفته طولانی            | پیتر                |                        |
| ۲۰۰۸ | سنگسار ثریا م.             | فریدون              |                        |
| ۲۰۱۱ | ترانزیت                    | نیت                 |                        |
| ۲۰۱۱ | مظنون                      | جان ریس             | ۲۰۱۱ - ۲۰۱۶            |
| ۲۰۱۳ | نقشه فرار                  | ویلارد هابز         |                        |
| ۲۰۱۳ | ساوانا                     | وارد آلن            |                        |
| ۲۰۱۴ | زمانی که بازی قد علم می‌کند | باب لادوسر          |                        |
| ۲۰۱۷ | افسانه لفتی براون          | جیمی بیرس           |                        |
| ۲۰۱۸ | پولس، حواری مسیح           | سنت لوک             |                        |
| ۲۰۱۸ | به دنبال گریس              | دکتر ریس            |                        |
| ۲۰۱۸ | اونیکس، پادشاهان جام       | راوی                |                        |
| ۲۰۲۰ | کافر                       | داگ راولینگ         |                        |
| ۲۰۲۳ | آب شیرین                   | ورزشی نویس          |                        |
| ۲۰۲۳ | صدای آزادی                 | تیم بالارد          |                        |